# Unione Sportiva Vezio Parducci Viareggio 1936-1937
Questa voce raccoglie le informazioni riguardanti l'Unione Sportiva Vezio Parducci Viareggio nelle competizioni ufficiali della stagione 1936-1937.

## Stagione
8ª edizione del secondo livello del campionato italiano di calcio a girone unico a 16 squadre. Ci vorrebbe una rosa tecnicamente più forte. Il Viareggio abbandona la Serie B, arrivando ultimo.
L'anno precedente si era salvato all'ultimo tuffo. Con i 4 di Seconda Divisione e i 4 di Serie B, le annate di secondo livello arrivano a 8.
In questi 3 lustri i giocatori tutti viareggini hanno ben rappresentato la città. La forza economica del club bianconero non può niente contro le agguerrite società, che puntano alla serie A. Il calcio è cambiato. Si avvertono anche i primi scricchiolii economici del club bianconero: Viareggio-Catanzaro del 18 aprile 1937 non viene giocata, perché la società non può pagare parte della trasferta alla squadra ospite. Un punto di penalizzazione oltre il 2-0 a tavolino.
A fine stagione partiranno i lavori della Darsena Europa: il Polisportivo non esiste più. E il Viareggio è senza campo da gioco.

## Rosa
| N. |                   | Ruolo | Calciatore        |
| -- | ----------------- | ----- | ----------------- |
|    | Italia (bandiera) | A     | Giorgio Barsanti  |
|    | Italia (bandiera) | A     | Leone Bertacca    |
|    | Italia (bandiera) | D     | Giuseppe Biondi   |
|    | Italia (bandiera) | A     | Egisto Bonuccelli |
|    | Italia (bandiera) | A     | Luciano Cerri     |
|    | Italia (bandiera) | C     | Leone Della Latta |
|    | Italia (bandiera) | C     | Dino Gifford      |
|    | Italia (bandiera) | A     | Mario Jacometti   |
|    | Italia (bandiera) | A     | Gino Lemmetti     |
|    | Italia (bandiera) | C     | Vasco Lenzi       |
|    | Italia (bandiera) | P     | Giuseppe Malerbi  |

| N. |                   | Ruolo | Calciatore          |
| -- | ----------------- | ----- | ------------------- |
|    | Italia (bandiera) | A     | Mariano Marianetti  |
|    | Italia (bandiera) | C     | Selvaggio Morelli   |
|    | Italia (bandiera) | A     | Manlio Pacini       |
|    | Italia (bandiera) | A     | Piero Pampaloni     |
|    | Italia (bandiera) | A     | Renzo Pini          |
|    | Italia (bandiera) | C     | Eugenio Porretta    |
|    | Italia (bandiera) | D     | Mario Taddei        |
|    | Italia (bandiera) | D     | Roberto Velani      |
|    | Italia (bandiera) | D     | Carlo Zappelli (II) |
|    | Italia (bandiera) | P     | Pietro Zappelli (I) |

## Risultati

### Serie B

#### Girone di andata
| Arbitro: | Mazza (Napoli) |

|                                     |           |                          |
| Rossi 17’ Bon 42’, 76’ Battioni 53’ | Marcatori | 4’ Pini 21’ (aut.) Rossi |

| Arbitro: | Pirovano (Monza) |

|             |           |  |
| Lemmetti 4’ | Marcatori |  |

| Arbitro: | Gardenghi (Brescia) |

|           |           |           |
| Lenzi 22’ | Marcatori | 10’ Dapas |

| Arbitro: | Corradini (Bologna) |

|                 |           |           |
| Lenzi 6’ (rig.) | Marcatori | 71’ Salvi |

| Arbitro: | Tonnetti (Roma) |

|          |           |  |
| Dusi 57’ | Marcatori |  |

| Arbitro: | Garzena (Voghera) |

|               |           |                          |
| Pampaloni 56’ | Marcatori | 87’ Parissone 90’ Boltri |

| Arbitro: | Gnocchini (Roma) |

|  |           |                |
|  | Marcatori | 64’ Baldinotti |

| Arbitro: | Zelocchi (Modena) |

|                                            |           |  |
| Morelli 49’ (aut.) Arcari 66’ Angelini 71’ | Marcatori |  |

| Arbitro: | Turbiani (Ferrara) |

|  |           |              |
|  | Marcatori | 81’ Citterio |

| Arbitro: | Moretti (Genova) |

|                                                       |           |                               |
| Bertolo 14’ (rig.) Buzzoni 42’, 54’ Biondi 64’ (aut.) | Marcatori | 30’ (rig.) Lenzi 73’ Barsanti |

| Arbitro: | Gianelli (Genova) |

|                            |           |              |
| Barsanti 17’, 70’ Pini 88’ | Marcatori | 77’ Mihalich |

| Arbitro: | Puglia (Napoli) |

|              |           |              |
| Guasconi 25’ | Marcatori | 86’ Barsanti |

| Arbitro: | Balducchi (Padova) |

|                              |           |             |
| Bianchi II 13’ Bianchi I 74’ | Marcatori | 61’ Morelli |

| Arbitro: | Salvatori (Roma) |

|            |           |  |
| Pacini 57’ | Marcatori |  |

| Arbitro: | Mazza (Torre del Greco) |

|                                      |           |           |
| Pomponi 33’, 76’ Rizzo 82’ Galli 89’ | Marcatori | 57’ Lenzi |

#### Girone di ritorno
| Arbitro: | Caironi (Milano) |

|  |           |                    |
|  | Marcatori | Battioni Valentini |

| Arbitro: | Puglia (Napoli) |

|                             |           |  |
| Bernone ?’, ?’, ?’ Scategni | Marcatori |  |

| Arbitro: | Garzena (Voghera) |

|                                   |           |  |
| Casadio ?’, ?’ Sentimenti Bellini | Marcatori |  |

| Arbitro: | Bertolio (Torino) |

|                 |           |  |
| Simonetti Savio | Marcatori |  |

| Arbitro: | Mattea (Torino) |

|         |           |  |
| Barsani | Marcatori |  |

| Arbitro: | Tonnetti (Roma) |

|       |           |          |
| Busin | Marcatori | Barsanti |

| Arbitro: | Caironi (Milano) |

|                         |           |  |
| Giuge ?’, ?’ Baldinotti | Marcatori |  |

| Viareggio 7 marzo 1937 23ª giornata | Viareggio    | 0 – 0 referto | Livorno | \| Arbitro: \| Sassi (Roma) \| |
| Arbitro:                            | Sassi (Roma) |               |         |                                |

| Arbitro: | Coletti (Treviso) |

|                                                  |           |          |
| Schiavetta Reggiani Girometta Provaglio Citterio | Marcatori | Barsanti |

| Arbitro: | Bertone (Torino) |

|  |           |         |
|  | Marcatori | Rampini |

| Arbitro: | Biancone (Roma) |

|            |           |  |
| De Bortoli | Marcatori |  |

| Viareggio 18 aprile 1937 27ª giornata | Viareggio | 0 – 2 A tav. per forfait | Catanzarese |  |

| Arbitro: | Rosso (Torino) |

|        |           |  |
| Pacini | Marcatori |  |

| Arbitro: | Sassi (Roma) |

|                                                         |           |               |
| Icardi ?’, ?’, ?’ Bazan ?’, ?’ Popoli ?’, ?’ De Rosalia | Marcatori | ?’, ?’ Pacini |

| Arbitro: | Bocchi (Milano) |

|  |           |         |
|  | Marcatori | Pomponi |

### Coppa Italia
| Arbitro: | Zelocchi (Modena) |

|                                       |           |           |
| Rossetti II 20’ Cella 31’ Gaddoni 78’ | Marcatori | 73’ Lenzi |